# Preston Dickinson

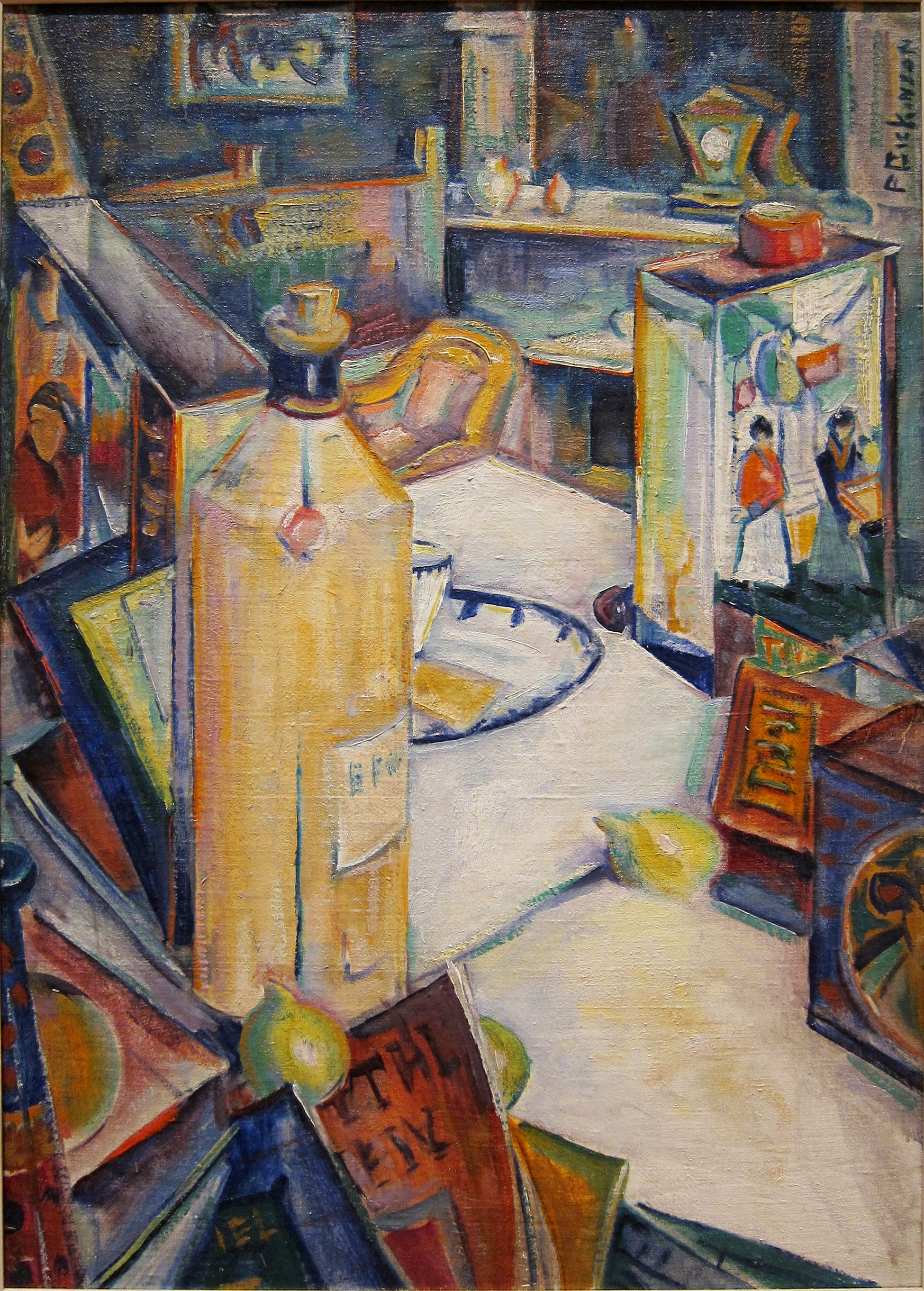
Still Life in Interior, 1920-22, Art Institute of Chicago

William Preston Dickinson, né le 9 septembre 1889 à New York et mort le 25 novembre 1930 à Irun, est un peintre américain. C'est l'un des premiers représentants du mouvement précisionniste.

## Biographie
De 1906 à 1910, Dickinson est étudiant à l'Art Students League of New York où il suit les cours de William Merritt Chase et d'Ernest Lawson. En 1910, le philanthrope Henry Barbey et le marchand d'art Charles Daniel lui financent un voyage en Europe. Il s'installe alors à Paris où il suit les cours de l'Académie Julian et de l'École des beaux-arts. Il expose également son travail au Salon de Paris et au Salon des indépendants.
Dickinson rentre aux États-Unis en septembre 1914, après que la Première Guerre mondiale a éclaté. Il participe à plusieurs expositions collectives mais sa première exposition individuelle ne se tient qu'en 1923 à la Daniel Gallery. En 1925, il s'installe à Québec et y reste jusqu'en 1926. Il y peint des paysages et des scènes de rue. En juin 1930, il part en Espagne avec son ami Oronzo Gasparo, à la recherche d'un lieu pour s'établir. De santé fragile, alcoolique, il y meurt d'une double pneumonie en novembre de la même année.

## Œuvre
Dickinson est l'un des premiers artistes américains à s'intéresser aux sujets industriels. Il les traite sur un mode précisionniste dès 1915, bien avant Charles Sheeler ou Charles Demuth. Beaucoup sont imaginaires, bien que son travail ait évolué par la suite vers plus de réalisme. Il a également réalisé des paysages, notamment des vues de la Harlem River à différentes époques. Il a enfin produit un grand nombre de natures mortes d'objets manufacturés.
Expérimentant une grande variété de techniques et de styles, son travail porte la trace de nombreuses influences, qu'il s'agisse du cubisme, du futurisme, du fauvisme ou du synchromisme. Certaines de ses œuvres des années 1920 évoquent même des influences orientales.
Dickinson a produit près de 200 œuvres au cours de sa carrière. Elles ne sont généralement ni datées, ni signées.